# Marc Cucurella
Marc Cucurella Saseta (Alella, Barcelona, 22 de julio de 1998) es un futbolista español que juega como defensa en el Chelsea F. C. de la Premier League de Inglaterra y en la selección española de fútbol.

## Trayectoria
Tras empezar jugando a fútbol sala en su Alella natal, ingresó en las categorías inferiores del R. C. D. Espanyol, donde permaneció seis años hasta la temporada 2012-13 en la que lo fichó el F. C. Barcelona, para incorporarlo a su equipo juvenil.
Inició la temporada 2016-17 con el Juvenil "A", con el que se proclamó campeón de liga juvenil y alcanzó la final a cuatro de la Liga Juvenil de la UEFA. A mitad de la temporada debutó con el F. C. Barcelona "B", consolidándose como titular en la recta final de la campaña. Con el filial logró el ascenso a Segunda División A, tras proclamarse campeón de su grupo de Segunda División B.
En junio de 2017 renovó su contrato con el club, pasando a tener ficha con el F. C. Barcelona "B". Su nuevo contrato sería hasta el 30 de junio de 2022. El 24 de octubre de ese año debutó con el primer equipo del F. C. Barcelona contra el Real Murcia en la Copa del Rey.
El 31 de agosto de 2018 se hizo oficial su cesión a la S. D. Eibar por una temporada con opción de compra de 8 millones de euros. El 27 de mayo de 2019 se hizo oficial que el conjunto armero ejecutaba la opción de compra a cambio de 2 millones de euros.

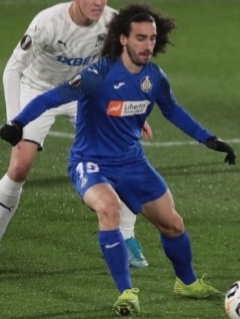
Cucurella en 2019

El 16 de julio del mismo año el F. C. Barcelona hizo efectiva la cláusula de recompra de 4 millones de euros. Dos días después, el Getafe C. F. logró su cesión por una temporada con opción de compra. El 30 de junio de 2020 el club getafeño hizo efectiva dicha opción, pagando 10 millones de euros y reservándose el conjunto catalán un 10 % de una futura venta.
El 31 de agosto de 2021 fue traspasado al Brighton & Hove Albion, equipo con el que firmó un contrato hasta junio de 2026. En su primer año disputó 38 partidos y anotó un gol, siendo nombrado el mejor jugador del club de la temporada por los aficionados y los compañeros.
Su rendimiento despertó el interés de equipos como el Manchester City, aunque finalmente fue fichado por el Chelsea F. C. para las siguientes seis temporadas. Debutó al día siguiente jugando el último cuarto de hora en la jornada inaugural de la Premier League ante el Everton F. C.

## Selección nacional
Ha sido internacional con la selección de España sub-16, sub-17, sub-19 y sub-21. Con el combinado sub-19 participó en el Campeonato de Europa de la categoría de 2017, quedando eliminados en la Ronda Élite.
Tras la lesión de José Luis Gayà en un encuentro ante Países Bajos, tuvo que abandonar la convocatoria de la sub-21 porque Luis Enrique lo convocó con la selección absoluta para los partidos contra Suiza y Alemania del 14 y el 17 de noviembre de 2020 correspondientes a la Liga de Naciones de la UEFA 2020-21. Tuvo que esperar hasta el año siguiente para debutar, haciéndolo el 8 de junio en un amistoso ante Lituania que ganaron por 4-0.
Formó parte del equipo sub-23 de España que ganó la medalla de plata en los Juegos Olímpicos de 2020, que se celebraron en 2021 debido al aplazamiento del año anterior como resultado de la pandemia de COVID-19.
Fue uno de los 26 convocados a la Eurocopa 2024 y en la final frente a Inglaterra dio la asistencia del gol del triunfo a Mikel Oyarzabal.

### Participaciones en la Eurocopa
| Copa          | Sede     | Resultado | Partidos | Goles |
| ------------- | -------- | --------- | -------- | ----- |
| Eurocopa 2024 | Alemania | Campeón   | 6        | 0     |

## Estadísticas

### Clubes
Actualizado al último partido disputado el 13 de julio de 2025.
| Club                                    | Div.          | Temporada     | Liga  | Liga  | Liga   | Copas nacionales | Copas nacionales | Copas nacionales | Copas internacionales | Copas internacionales | Copas internacionales | Total | Total | Total  |
| Club                                    | Div.          | Temporada     | Part. | Goles | Asist. | Part.            | Goles            | Asist.           | Part.                 | Goles                 | Asist.                | Part. | Goles | Asist. |
| --------------------------------------- | ------------- | ------------- | ----- | ----- | ------ | ---------------- | ---------------- | ---------------- | --------------------- | --------------------- | --------------------- | ----- | ----- | ------ |
| F. C. Barcelona "B" · España            | 2.ª B         | 2016-17       | 17    | 0     | 0      | —                | —                | —                | —                     | —                     | —                     | 17    | 0     | 0      |
| F. C. Barcelona "B" · España            | 2.ª           | 2017-18       | 37    | 1     | 4      | —                | —                | —                | —                     | —                     | —                     | 37    | 1     | 4      |
| F. C. Barcelona "B" · España            | Total club    | Total club    | 54    | 1     | 4      | 0                | 0                | 0                | 0                     | 0                     | 0                     | 54    | 1     | 4      |
| F. C. Barcelona · España                | 1.ª           | 2017-18       | 0     | 0     | 0      | 1                | 0                | 0                | 0                     | 0                     | 0                     | 1     | 0     | 0      |
| F. C. Barcelona · España                | Total club    | Total club    | 0     | 0     | 0      | 1                | 0                | 0                | 0                     | 0                     | 0                     | 1     | 0     | 0      |
| S. D. Eibar · España                    | 1.ª           | 2018-19       | 31    | 1     | 2      | 2                | 1                | 0                | —                     | —                     | —                     | 33    | 2     | 2      |
| S. D. Eibar · España                    | Total club    | Total club    | 31    | 1     | 2      | 2                | 1                | 0                | 0                     | 0                     | 0                     | 33    | 2     | 2      |
| Getafe C. F. · España                   | 1.ª           | 2019-20       | 37    | 1     | 5      | 1                | 0                | 0                | 8                     | 0                     | 0                     | 46    | 1     | 5      |
| Getafe C. F. · España                   | 1.ª           | 2020-21       | 37    | 3     | 2      | 2                | 0                | 0                | —                     | —                     | —                     | 39    | 3     | 2      |
| Getafe C. F. · España                   | 1.ª           | 2021-22       | 1     | 0     | 0      | —                | —                | —                | —                     | —                     | —                     | 1     | 0     | 0      |
| Getafe C. F. · España                   | Total club    | Total club    | 75    | 4     | 7      | 3                | 0                | 0                | 8                     | 0                     | 0                     | 86    | 4     | 7      |
| Brighton & Hove Albion F. C. Inglaterra | 1.ª           | 2021-22       | 35    | 1     | 1      | 3                | 0                | 1                | —                     | —                     | —                     | 38    | 1     | 2      |
| Brighton & Hove Albion F. C. Inglaterra | Total club    | Total club    | 35    | 1     | 1      | 3                | 0                | 1                | 0                     | 0                     | 0                     | 38    | 1     | 2      |
| Chelsea F. C. Inglaterra                | 1.ª           | 2022-23       | 24    | 0     | 2      | 1                | 0                | 0                | 8                     | 0                     | 0                     | 33    | 0     | 2      |
| Chelsea F. C. Inglaterra                | 1.ª           | 2023-24       | 21    | 0     | 2      | 5                | 1                | 0                | —                     | —                     | —                     | 26    | 1     | 2      |
| Chelsea F. C. Inglaterra                | 1.ª           | 2024-25       | 36    | 5     | 1      | 3                | 0                | 1                | 15                    | 2                     | 1                     | 54    | 7     | 3      |
| Chelsea F. C. Inglaterra                | Total club    | Total club    | 81    | 5     | 5      | 9                | 1                | 1                | 23                    | 2                     | 1                     | 113   | 8     | 7      |
| Total carrera                           | Total carrera | Total carrera | 276   | 12    | 19     | 18               | 2                | 2                | 31                    | 2                     | 1                     | 325   | 16    | 22     |

## Palmarés

### Títulos nacionales
| Título       | Club            | País   | Año  |
| ------------ | --------------- | ------ | ---- |
| Copa del Rey | F. C. Barcelona | España | 2018 |

### Títulos internacionales
| Título                            | Club (*)      | Sede           | Año  |
| --------------------------------- | ------------- | -------------- | ---- |
| Juegos Olímpicos                  | España        | Tokio          | 2020 |
| Eurocopa                          | España        | Alemania       | 2024 |
| Liga Conferencia de la UEFA       | Chelsea F. C. | Breslavia      | 2025 |
| Copa Mundial de Clubes de la FIFA | Chelsea F. C. | Estados Unidos | 2025 |

(*) Incluye la selección.

### Distinciones individuales
| Distinción                                           | Año  |
| ---------------------------------------------------- | ---- |
| Equipo Ideal de la Copa Mundial de Clubes de la FIFA | 2025 |